# 長浜忠夫
長浜 忠夫（ながはま ただお、1932年〈昭和7年〉9月26日 - 1980年〈昭和55年〉11月4日）は、日本のアニメ監督、舞台演出家。鹿児島県鹿児島市出身。あおいあきらのペンネームで作詞も手がけた。

## 来歴
中学生時代から演劇部で活動。鹿児島放送劇団に所属し、演出を担当する。日本大学芸術学部演劇学科に進学。舞台芸術学院、キリン座、青年俳優クラブ、劇団民藝（宇野重吉に師事）で演劇を学びながら、演劇雑誌『テアトロ』編集部でアルバイトをする。
1960年代前半、人形劇団ひとみ座の演出部に所属していた頃、テレビの人形劇（NHK『ひょっこりひょうたん島』、TBSテレビ『伊賀の影丸』）の演出を担当。その後、ひとみ座の同期で『伊賀の影丸』の製作者でもあった藤岡豊が設立したアニメ制作会社東京ムービーのアニメ制作を担当していたAプロダクションへ入社する。
1965年、『オバケのQ太郎』（東京ムービー製作、Aプロダクション制作）で初めてアニメーションを演出する。また事実上の監督を務めたテレビアニメ『巨人の星』が大ヒットし、一世を風靡する。その後も『新・オバケのQ太郎』や『ど根性ガエル』の演出を手掛けるが、『侍ジャイアンツ』で一旦アニメに見切りをつけてAプロダクションを退社。日本記録映像社を設立して1年ほどCM制作などを行なっていた。
1975年に『勇者ライディーン』（東北新社企画、創映社制作）の監督でアニメ界に復帰する。途中降板した富野喜幸（現：富野由悠季）の後任として総監督に就任し、初めてロボットアニメを手掛けた。
1976年、東映制作のロボットアニメ『超電磁ロボ コン・バトラーV』の監督を引き受ける。『ライディーン』終了後、何とかそのままのチームで作品を続けたいと考えた長浜は『続・ライディーン』の企画をテレビ局に提案していたがなかなかOKが出なかった。そんなところにそれまで実写作品を手掛けていた東映本社がアニメにも進出しようと創映社（日本サンライズ）に制作を外注してきたため、『ライディーン』のメインスタッフの多くが本作にも参加することになった。続けて同じく東映の『超電磁マシーン ボルテスV』、『闘将ダイモス』を手掛ける。この3作品は、のちに「長浜ロマンロボットアニメ」と呼ばれるようになった。特に『ボルテスV』は海外でも放送されてフィリピンで大人気となり、45年以上の時を経て実写リメイクのテレビシリーズが2023年にフィリピン最大手の地上波テレビ局GMAネットワークで地上波放送された。
1979年、放送局は変わったものの前3作と同じ体制で制作された『未来ロボ ダルタニアス』で総監督を務めるが、『ベルサイユのばら』を監督するために途中降板して古巣の東京ムービーに復帰する。しかし、演出の方針の違いによる対立が原因でこちらも途中降板した。
1980年、フランスとの合作アニメ『宇宙伝説ユリシーズ31』の制作中、劇症肝炎の発症により急逝。これが遺作となった。48歳没。

## 人物・作風
1960年代から70年代にかけての日本のアニメを語るとき、外すことのできない演出家。人形劇『ひょっこりひょうたん島』などで「声で人を引きこむ演出」を進歩させた後、その集大成としてテレビアニメ『巨人の星』を歴史的大ヒットに導いた。作風は幅広く、『巨人の星』、『侍ジャイアンツ』に代表されるスポ根もの、『新・オバケのQ太郎』『ど根性ガエル』に代表されるギャグもの、ロボットアニメの『長浜ロマンロボシリーズ』と、多種多様な作品を手掛けてヒットさせた。玩具や無敵のヒーローを必要とする本来の視聴者である子供に充分なアピールをした上で、それ以外の青年層・女性層という新たな視聴者層にも訴えかける作品作りを行い、新たなファン層を開拓してきた。また『機動戦士ガンダム』の知名度や影響力から、一般的には富野由悠季がロボットアニメの第一人者とされているが、ロボットアニメの存在感を高め、そのガンダムが世に出る道を切り開いた人物こそが長浜であった。
舞台演劇の理論を応用したケレン味溢れる演出による重厚なドラマや過剰なまでに熱い劇画風の映像演出は長浜節とも呼ばれる。作品に共通する要素は「ライバルキャラの存在とその対決に主眼を置いた派手な画面作り」「時代がかった大芝居」「大河ドラマ的な物語の構成」「引き裂かれた肉親間の情愛」。主人公のライバルに美形キャラを配したのが特徴。それまでは見るからに悪役というビジュアルで描かれることが多かった敵役を美形に描くことで多くの女性ファンを獲得し、黎明期のアニメ同人誌でも大人気となった。
舞台演劇出身の長浜の演出手法は、伝えたいテーマをはっきりと主張していくというもの。ストーリー運びもセリフ回しも、激しい激情をぶつけ合わせるというその演出作法は、まさに演劇的であり、また舞台の中でも人形劇出身であるせいか、オーバーアクション気味とも思える演技を求めた。演劇では演出を担当する一方、俳優としても舞台に立っていた。その自らも演技者であった経験が、大上段に構えてテーマを訴えかける作品づくりに影響していると見る説もある。「対立軸」を設け、ライバル同士、敵味方などの対立を構図やエフェクトなどの映像表現によって視聴者に誤解を与えないようはっきりと目に見えるかたちで画面に描き出す。ロボットアニメでは、血縁関係を絡めた愛憎劇を展開。またそれまでの勧善懲悪的なアニメ作品とは異なり、敵の内部にも対立構造が持ち込まれ、敵対する側にもいろいろな事情が設定された。そして「人間が同じ人間を差別することの是非」というテーマを投げかけた。それによって子供向けとされていたロボットアニメに年長の視聴者層を引きつけ、ファン層の拡大に大きな実績を挙げた。作品作りでこだわる部分はアングルやレイアウトなどの映像ではなく、ドラマ。監督作品では自らは絵コンテを描かず、映像寄りのパートはコンテマンやアニメーターを信頼して任せ、制作現場全体を包括的にコントロールすることに重きを置いていた。
録音（アフレコ）と音響効果には非常にこだわりを持っていた。そのこだわりから、『コン・バトラーV』からは音響監督にも長浜の名がクレジットされるようになった。劇伴や効果音の付け方への指示は細かく、作中で始終音を鳴らせ、それによって動きに迫力を生み出していた。また台本が届くと、まず自分一人で全てのキャラクターの声を演じてみた。ラッシュ映像の試写で男女問わずすべての配役になり切ってセリフを音読してアフレコをしてみて、声優がキャラクターになり切れるセリフか、あるいは演技と映像が合っているかをチェックし、口パクの形状やタイミングが合わないと映像にリテイクを出した。シナリオへのこだわりも強く、気に入るまで何度も書き直しをさせ、それが10稿までいったこともあった。声優にも徹底した要求をぶつけ、自ら役者の前で芝居の手本を見せることもあった。演技指導は厳しく、時に声優と衝突することもあった。また日本のテレビアニメでは予算やスケジュールの都合でアフレコに完成した絵が間に合わず、線撮り（彩色されてない原画、動画等をそのまま撮影したもの）も多い。絵を描く人間が取り仕切っている関係で「画作り」が優先されてしまうことから起きる弊害だが、映像作品とは映像と音とが結びついて初めて完成するものだと考える長浜は、それを絶対に許さなかった。
『巨人の星』でテレビ放映が漫画連載に追いつきそうになって原作に忠実なストーリー展開以外の要素で話を繋ぐ必要が生じると、原作を分析してそのイメージを数十倍に膨らませるような場面の再構成を行なったり、様々な創意工夫や実験的演出を試みたりした。時間の流れを構成し直して細かくカットを割る「時空の再編成」、瞳の中に合成された実写の炎、魔球が出ると異次元と化す背景など画面的にも様々な味つけをして、視聴者を飽きさせないようにした。その結果、登場人物の心理をじっくりと描写することになり、性格を掘り下げて「キャラを立てる」ことに成功した。また本作の途中からトレスマシンの導入により、キャラクターを荒々しい劇画タッチで描写することが可能になった。そして「龍虎の対決」「真剣勝負」という比喩を本当にそのまま絵にして、キャラクターを龍や虎、あるいは武士に変身させて怪獣映画やチャンバラ映画のような演出をするなど、稚拙にやればギャグになってしまうところを映像の迫力で抑え込み、作品のパワーに変えた。そして、『巨人の星』はテレビアニメの新時代を築くことになり、長浜はその方法論をロボットアニメにも導入した。
『コン・バトラーV』ではヨーヨーのチャンピオンを呼び（学生時代、スタジオに見学に来ていた佐藤元である）、『闘将ダイモス』では東映の鈴木武幸プロデューサーの提案で『仮面ライダー』の変身ポーズを考案したことで有名な殺陣師・高橋一俊にアクション演出を依頼した。そして彼らの動きを動画で撮影してそれを参考にアニメーターにアクションシーンを作画させた。反対に鈴木プロデューサーを通して東映のスーパー戦隊シリーズなどの特撮作品の方にも美形キャラの設定や巨大ロボットの合体、出渕裕によるデザインなどのアニメの手法が持ち込まれた。
長沼の演出手法は同業者にも影響を与えている。『巨人の星』から長浜作品に参加していた富野由悠季は、反発しながらも長浜の仕事に対する取り組み方に大いに刺激を受け、多大な影響を受けたと語っている。またアンチ長浜作品としてとらえられることが多い『機動戦士ガンダム』も、より進化した要素が導入されてはいるものの、長浜の方法論をベースにしている。吉川惣司は「真の意味でガンダムの出現を準備した人」と評している。出﨑統は『あしたのジョー』を制作するにあたり、長浜の『巨人の星』における演出（劇画調の荒々しいタッチ、バッティングシーンなどの強烈な人物の構図や動きなど）を取り入れようとした。
情熱家で自信家という性格はスポンサーからの絶大な信頼を得たが、その反面周囲のスタッフと見解の相違で衝突した事もあった。特に『ベルサイユのばら』での声優との演技を巡る対立は、長浜の途中降板にまで発展した。『侍ジャイアンツ』では、作画監督の大塚康生との演出論の食い違いが、大塚の実質的な降板に繋がっている。長浜とも交流のあった山崎敬之（東京ムービー文芸部所属）によると、長浜は「（東京）ムービーの天皇」の異名を取っていたという。
一方で、長浜はアニメファンをとても大切に扱った。ファンがスタジオを訪ねると歓待し、ファンクラブ設立への協力も惜しまなかった。当時はファンや視聴者の声は制作者側にはなかなか届かなかったが、長浜は「ファンの集い」のような交流の場を作ったり、自腹を切って近所の子供などを集めて試写会を開いたりして彼らの意見を取り入れていた。その延長で、自ら企画して声優イベントの走りのようなことも始めた。ファンレターには一人一人長文の返事を書いていた。アニメの感想だけでなく悩みごとを相談していたファンは相当数に上る。中にはメカニックデザイナーの出渕裕、アニメーターの内田順久、脚本家の塚本裕美子のようにプロのクリエイターになってしまった人間もいる。

## 参加作品

### 人形劇
- 伊賀の影丸（1963-1964年） - 各話演出
- ひょっこりひょうたん島（1964-1969年） - 人形演技監督
- テラホークス ―地球奪還指令―（制作中止[注 8]）

### アニメ
- オバケのQ太郎（1965-1967年） - 各話演出・絵コンテ[23]
- パーマン（1967-1968年） - 各話演・出脚本
- 巨人の星（1968-1971年） - 構成[注 9]（第1話-第85話）→演出[注 9]（第86話-最終話）
- 珍豪ムチャ兵衛（1971年） - 各話演出
- 新オバケのQ太郎（1971-1972年） - 演出[注 9]・脚本[24]
- ど根性ガエル（1972-1974年） - チーフディレクター（第81回-最終回）・各話演出（第9回-第80回）・絵コンテ
- 侍ジャイアンツ（1973-1974年） - 演出[注 9]
- 勇者ライディーン（1975-1976年） - 総監督（第27話-最終話）・絵コンテ
- 超電磁ロボ コン・バトラーV（1976-1977年） - 総監督・音響監督
- 超電磁マシーン ボルテスV（1977-1978年） - 総監督・音響監督
- おれは鉄兵（1977-1978年） - 演出[注 9]（シリーズ前半[25]）
- 闘将ダイモス（1978-1979年） - 総監督・音響監督
- 未来ロボ ダルタニアス（1979-1980年） - 総演出[注 9]・音響監督（第1話-第26話[注 10]）
- ベルサイユのばら（1979-1980年） - 総監督・録音演出（第1話-第13話[注 11]）
- ずっこけナイトドンデラマンチャ（1980年） - 監修
- 宇宙伝説ユリシーズ31（仏題：Ulysse 31）（仏：1981年、日：1988年） - 日仏合作作品の日本側チーフディレクター ※遺作

### 作詞
すべて「あおいあきら」名義。
「父をもとめて」
作曲：小林亜星 / 編曲：高田弘 / 歌：水木一郎、こおろぎ'73
『超電磁マシーン ボルテスV』エンディング。1977年に日本コロムビアからシングルが発売された。
「エリカのバラード」
作・編曲：菊池俊輔 / 歌：かおりくみこ、大倉正丈
『闘将ダイモス』エンディング。1978年に日本コロムビアからシングルが発売された。
「剣人・男意気」
作曲：小林亜星 / 編曲：高田弘 / 歌：こおろぎ'73
『未来ロボ ダルタニアス』エンディング。1979年に日本コロムビアからシングルが発売された。